# Phan Sơn Hà
Phan Sơn Hà là một Trung tướng Công an nhân dân Việt Nam. Ông nguyên là Tư lệnh Bộ Tư lệnh Cảnh vệ, Bộ Công an Việt Nam, nguyên Phó Tổng cục trưởng Tổng cục Tình báo, Bộ Công an (Việt Nam).

## Sự nghiệp
Năm 2006, ông mang cấp bậc hàm Thượng tá, giữ chức vụ Thư ký Bộ trưởng Bộ Công an Việt Nam Lê Hồng Anh. Ông từng tháp từng ông Lê Hồng Anh thăm các cơ quan Nội vụ - An ninh - Cảnh sát - Tình báo của Cộng hòa Liên bang Đức, Vương quốc Anh và Cộng hòa Nam Phi.
Năm 2015, 2016, ông mang cấp bậc hàm Thiếu tướng, giữ chức vụ Phó Tổng cục trưởng Tổng cục Tình báo (Tổng cục V), Bộ Công an Việt Nam.
Cuối năm 2018, sau khi Bộ Công an giải thể các Tổng cục, ông được bổ nhiệm làm Cục trưởng Cục Xử lý tin và hỗ trợ tình báo.
Từ tháng 7 năm 2019 đến tháng 6 năm 2020, ông là Trung tướng, Tư lệnh Bộ Tư lệnh Cảnh vệ, Bộ Công an.
Từ tháng 7 năm 2020, ông nghỉ công tác chờ hưởng chế độ hưu trí.

## Lịch sử phong/thăng cấp bậc hàm
| Năm       | —      | 2015        | 2019        |
| --------- | ------ | ----------- | ----------- |
| Cấp hiệu  |        |             |             |
| Danh xưng | Đại tá | Thiếu tướng | Trung tướng |